# Northport (Míchigan)
Northport es una villa ubicada en el condado de Leelanau en el estado estadounidense de Míchigan. En el Censo de 2010 tenía una población de 526 habitantes y una densidad poblacional de 122,79 personas por km².

## Geografía
Northport se encuentra ubicada en las coordenadas 45°7′49″N 85°37′4″O / 45.13028, -85.61778. Según la Oficina del Censo de los Estados Unidos, Northport tiene una superficie total de 4.28 km², de la cual 4.27 km² corresponden a tierra firme y (0.24%) 0.01 km² es agua.

## Demografía
Según el censo de 2010, había 526 personas residiendo en Northport. La densidad de población era de 122,79 hab./km². De los 526 habitantes, Northport estaba compuesto por el 93.16% blancos, el 0.57% eran afroamericanos, el 2.47% eran amerindios, el 0.19% eran asiáticos, el 0% eran isleños del Pacífico, el 0.38% eran de otras razas y el 3.23% pertenecían a dos o más razas. Del total de la población el 6.08% eran hispanos o latinos de cualquier raza.